# Arturo Dueñas
Arturo Dueñas Herrero (Valladolid, 1962) es un director de cine y documentales, guionista, productor, editor y actor español . Además, asumió la gerencia de Cines Casablanca Valladolid en 2022. 

## Datos biográficos
Arturo Dueñas nació en Valladolid en 1962. Es licenciado en Filología Hispánica y Diplomado en Cinematografía por la Universidad de Valladolid). Ha sido profesor de Lengua y Literatura Españolas en la Universidad de Tartu (Estonia), Universidad de Budapest, Universidad de Mossoró (Río Grande del Norte, Brasil) y Universidad de Lisboa. En la ciudad de Tallin organizó la I Semana de Cine Español con el apoyo de la embajada española de Finlandia y ha participado en el Festival de Teatro escolar de Bratislava.
Ha recibido formación artística tanto en el Aula de Teatro de la Universidad de Valladolid y del Centro de Investigación Actoral Espacio Abierto, el Taller de Cine y Vídeo del Ayuntamiento de Valladolid, el Máster en Escritura de Guión de la Universidad de Salamanca y el Filmaking Course de la New York Film Academy. Su productora se llama La Esgueva Films en honor a su localidad de nacimiento, Esguevillas de Esgueva, situada en Valladolid.
En 2022 es nominado a los Premios Goya por su cortometraje documental Dajla: cine y olvido.

## Filmografía
En la filmografía de Arturo Dueñas podemos encontrar su participación como productor, actor, editor y director. En su faceta de director:
- 2007 - Run, run, run (cortometraje).
- 2008 - Pucela Square (cortometraje).
- 2009 - Un paseo en Rolls (cortometraje).
- 2010 - Aficionados.[6]
- 2014 - Misión: Sáhara, (documental).[7]
- 2014 - Pasión.[8]
- 2015 - Tierras construidas, documental sobre el pintor Félix Cuadrado Lomas.[9][10]
- 2016 - Corsarios, documental sobre Teatro Corsario.[11][12]
- 2017 - La promesa (cortometraje).[13]
- 2019 - Pessoas.
- 2020 - Dajla: cine y olvido.
- 2023 - Secundarias.
- 2024 - Greetings from Peralejos (en proceso).